# 安徽威灵仙
安徽威灵仙（学名：Clematis anhweiensis）为毛茛科铁线莲属下的一个种。

## 扩展阅读
- 維基物種上的相關：安徽威灵仙